# Черевко Олександр Петрович
Олександр Петрович Черевко (нар. 28 листопада 1987, Новофедорівка, Скадовський район, Херсонська область, УРСР) — російський футболіст українського походження, півзахисник клубу «Факел» (Воронеж).

## Життєпис
Вихованець клубу «Локомотив» (Москва), у футбольній школі якого розпочав займатися в 13 років. За дубль «Локомотива» Олександр розпочав грати в 2005 році. Після двох з половиною років в дублі «залізничників» орендований клубом «Динамо» (Санкт-Петербург), який виступав у другому дивізіоні. За півроку в «Динамо» зіграв 13 матчів та відзначився 3-а голи.
Напередодні початку сезону 2008 року разом з іншим гравцем «Локомотива» Антоном Коченковим перейшов в оренду до клубу «Нижній Новгород», який виступав у другому дивізіоні. У вище вказаному сезоні зіграв 30 матчів та відзначився чотирма голами. У 2009 році знову відправився в оренду до «Нижнього Новгороду», який повинен був дебютувати в першому дивізіоні. Черевко зіграв 33 поєдинки та допоміг «городянам» закріпитися в другоу за значимістю чемпіонаті країни.
4 березня 2010 року перейшов в «Нижній Новгород» на постійній основі, підписавши з командою дворічний контракт. У 2010 році зіграв за «Нижній Новгород» 27 матчів і забив 1 гол. У сезоні 2011/12 вийшов на поле в 26 матчах першості ФНЛ, а також в двох стикових матчах за місце в Прем'єр-лізі.
Влітку 2012 року після розформування нижегородського клубу приєднався до «Томі», з якою підписав контракт на 2 роки і за підсумками сезону 2012/13 років вийшов у Прем'єр-лігу. Влітку 2014 року продовжив контракт з клубом на 2 роки.
26 червня 2016 року уклав контракт з клубом «СКА-Хабаровськ».

## Статистика виступів
Станом на 24 листопада 2018 года
| Клуб              | Сезон             | Ліга  | Ліга | Кубки | Кубки | Єврокубки | Єврокубки | Інші  | Інші | Загалом | Загалом |
| Клуб              | Сезон             | Матчі | Голи | Матчі | Голи  | Матчі     | Голи      | Матчі | Голи | Матчі   | Голи    |
| ----------------- | ----------------- | ----- | ---- | ----- | ----- | --------- | --------- | ----- | ---- | ------- | ------- |
| «Динамо» (СПб)    | 2007              | 13    | 3    | 0     | 0     | 0         | 0         | 0     | 0    | 13      | 3       |
| «Динамо» (СПб)    | Загалом           | 13    | 3    | 0     | 0     | 0         | 0         | 0     | 0    | 13      | 3       |
| «Нижній Новгород» | 2008              | 30    | 4    | 1     | 0     | 0         | 0         | 0     | 0    | 31      | 4       |
| «Нижній Новгород» | 2009              | 33    | 0    | 2     | 0     | 0         | 0         | 0     | 0    | 35      | 0       |
| «Нижній Новгород» | 2010              | 27    | 1    | 1     | 0     | 0         | 0         | 0     | 0    | 28      | 1       |
| «Нижній Новгород» | 2011/12           | 26    | 3    | 0     | 0     | 0         | 0         | 2     | 0    | 28      | 3       |
| «Нижній Новгород» | Загалом           | 116   | 8    | 4     | 0     | 0         | 0         | 2     | 0    | 122     | 8       |
| «Том»             | 2012/13           | 29    | 0    | 2     | 0     | 0         | 0         | 0     | 0    | 31      | 0       |
| «Том»             | 2013/14           | 7     | 0    | 3     | 0     | 0         | 0         | 1     | 0    | 11      | 0       |
| «Том»             | 2014/15           | 18    | 0    | 0     | 0     | 0         | 0         | 1     | 0    | 19      | 0       |
| «Том»             | 2015/16]]         | 20    | 0    | 1     | 0     | 0         | 0         | 0     | 0    | 21      | 0       |
| «Том»             | Загалом           | 74    | 0    | 6     | 0     | 0         | 0         | 2     | 0    | 82      | 0       |
| «СКА-Хабаровськ»  | 2016/17           | 32    | 1    | 3     | 0     | 0         | 0         | 2     | 0    | 34      | 1       |
| «СКА-Хабаровськ»  | 2017/18           | 17    | 0    | 2     | 0     | 0         | 0         | 0     | 0    | 19      | 0       |
| «СКА-Хабаровськ»  | 2018/19           | 12    | 0    | 1     | 0     | 0         | 0         | 0     | 0    | 13      | 0       |
| «СКА-Хабаровськ»  | Загалом           | 61    | 1    | 6     | 0     | 0         | 0         | 2     | 0    | 66      | 1       |
| Усього за кар'єру | Усього за кар'єру | 268   | 12   | 16    | 0     | 0         | 0         | 6     | 0    | 287     | 12      |

## Досягнення
«Том»
- Першість ФНЛ
  -  Срібний призер (1): 2012/13
  -  Бронзовий призер (1): 2015/16